# Kirchdorf (bei Grimmen)
Kirchdorf (bei Grimmen) este o comună din landul Mecklenburg-Pomerania Inferioară, Germania.